# La Nueva Donosa
La Nueva Donosa es una localidad argentina ubicada en el departamento Río Hondo de la provincia de Santiago del Estero. Se encuentra al oeste de la Ruta Nacional 9, 9 km al norte del centro de Termas de Río Hondo.
En la zona hay pescadores que extraen sus presas del lago del embalse de Río Hondo, de la cual también se extrae agua para riego y cría de ganado. Cuenta con una escuela primaria.

## Población
Cuenta con 372 habitantes (Indec, 2010), lo que representa un incremento del 22,4% frente a los 304 habitantes (Indec, 2001) del censo anterior.
| Gráfica de evolución demográfica de La Nueva Donosa entre 1991 y 2010 |
|                                                                       |
| Fuente: Censos nacionales del INDEC                                   |